# アフォーゴモンの鎖
『アフォーゴモンの鎖』（アフォーゴモンのくさり、原題：英: The Chain of Aforgomon）は、アメリカ合衆国のホラー小説家クラーク・アシュトン・スミスによる短編小説。『ウィアード・テールズ』1935年12月号に掲載された。
現代もの。作中時1933年で、『ウボ＝サスラ』と同年。邦訳文庫版にて「異様な死をとげた作家の日記が明かす、神に背いて禁忌の術を用いた神官の物語」と紹介される。
アフォーゴモンは、クトゥルフ神話TRPGに導入されている。

## あらすじ

### 1933年
ジョン・ミルウォープは、インドシナへの滞在を終え、サン・フランシスコに戻ってくる。長編小説を仕上げてタイプ打ちした直後、奇怪な死を遂げる。
1933年4月2日の朝、ミルウォープの書斎から、燃えているかのようなまばゆい光が発する。仰天した家政婦が見に行くと、ミルウォープが死んでいた。その際、家政婦は「深淵の幻影」や主人の体に巻き付く「純白の炎」の幻覚を目撃している。遺体は、衣服が無傷にもかかわらず、全身に「熱した鎖が巻き付いたかのような」火傷を負っていた。ミルウォープは何らかの薬物を服用していたが、化学成分を調べてもわからない。
遺著管理人に指名されたぼくは、ミルウォープの遺作を編集者に薦めるも、うまくいかない。ほんの数ヶ月前まで人気を博していた彼の名前と著作が、あまりにも速く忘れ去られていくことに、ぼくは不可解さを覚える。信じがたい事件全体が一般の興味を失い、ミルウォープを知る者たちも記憶を失うようになり、第一発見者の家政婦の記憶すら曖昧で矛盾したものになっていく。
ミルウォープの日記はぼくに託されたが、不可解にもインクがかすれて読み取れなくなっている箇所があり、ぼくは慌てて書き写す。未知の文字で記された箇所もあり、内容が欠落している。ぼくは、彼の死の謎を問うべく、日記の全文を小説の形で公開する。

### ミルウォープの日記
わたし（ミルウォープ）は、己の前世をぼんやりと求め、東洋のオカルトを探究していた。そしてついに「前世の記憶を取り戻すことができる」という秘薬を入手する。しかし葛藤に囚われ、使えぬままに7ヶ月が経過した後の1933年3月9日、ついに意を決して服用する。わたしの記憶に幾つもの前世の情景が現れ、わたしは時間をさかのぼる。わたしは戦士だったり、吟遊詩人だったり、貴族や商人や托鉢僧だったりした。だがまだまだ。人類の揺籃期をも遡り、地球の創造よりも前の闇を超える。そして四太陽の惑星ヘスタンの大都市カルードへと至り、わたしは神官カラスパになっていた。ミルウォープはカラスパを認識するも、カラスパはミルウォープを知覚しない。
3月13日、ミルウォープは、自らの前世であるカラスパについて、より深く探るために、再び秘薬を用いる。赤い霊体の1009年オッカラト月の第2日、第4日、第6日、3月29日、第18日で手記が途絶える。

### ミルウォープの日記（カラスパ）
アフォーゴモンの神官カラスパは、恋人ベルトリスの死に絶望し、自らが仕える時間神を呪う。最愛の女性が死んでも、神は何もしてくれず、いつも通りに時が冷酷に流れるのみであった。カラスパは、妖術師アトモクスに協力を依頼し、禁忌の儀式を行おうとする。アトモクスは、それはアフォーゴモンへの冒涜であり、しかも愛の時の全てではなく「たった一時間」しか戻ってこないと、カラスパを説得しようとするも、カラスパが断固として決心を変えないことに、あきらめる。カラスパはアフォーゴモンの祭壇を汚し、自分の血を捧げて、魔神クセクサノスへの呪文を唱え、ベルトリスと過ごしたあの一時間が欲しいと願う。
時間が再演され、昨年の秋の一時間へと戻る。カラスパの目の前には、生きたベルトリスがいた。カラスパは喜び、彼女に花を贈る。そうして愛の時間を過ごしていると、ふと羽を痛めた蛾が飛んできて落ちる。哀れみ深いベルトリスは、わたしから離れて蛾を拾い上げ、二度と飛べそうにないことを知ると悲しみに暮れ、わたしが元気づけようとしても受け付けなかった。わたしはそれを苛立たしいと思い、召喚された一時間が虚しいものになり、二重の喪失を経験して、元の時間へと戻る。
カラスパが禁忌の儀式を行った結果、カラスパだけではなく、惑星ヘスタンのあらゆる者が昨年の秋の一時間を再体験した。誰もが驚き、意味を理解できずにいる。カラスパが持ち込んだ誤りによって、世界の理が狂ったのである。時の流れに尋常ならざる混乱が起こったために、カルードの民はアフォーゴモンが激怒して破滅が迫っていると信じ、狂気と混沌が広まる。アトモクスも怪死する。やがて神官たちがやって来て、大罪人カラスパを投獄する。
裁判では、大神官ヘルペノルが神アフォーゴモンを口寄せ憑依させて、処刑を宣告する。曰く、あらゆる転生体が、人生の半ばでカラスパと同じ死を迎え、周囲の者たちにすぐに忘れられる運命を帯びるという。カラスパは特殊な鎖で拘束され、アフォーゴモンの霊が住まうと言われる深淵のふちに坐らされる。わたし＝ミルウォープの意識はカラスパと一体化する。わたしは、別の世界で亡霊がわたしの言葉を記していることを察するも、彼の名前を思い出すことができない。やがて深淵から輝きが現れ――――、遠い時間の彼方ではアフォーゴモンの鎖が白熱してミルウォープを苛み、彼らを時間から抹消する。

## 主な登場人物・用語

### サンフランシスコ
- 語り手（ぼく） - ミルウォープの友人で、遺著管理者。
- ジョン・ミルウォープ（わたし） - 小説家。オカルトと東洋について膨大な知識を有する。
- 家政婦 - 第一発見者。ミルウォープの怪死を目撃するも、次第に記憶が薄れ証言が矛盾するようになる。

### カルード
- カラスパ - アフォーゴモンに仕える神官。敬虔な信徒であったが、恋人の死の悲しみに何もしてくれない神に裏切られたと信じ、禁忌の妖術に手を出す。
- ベルトリス - カラスパの恋人。婚約していたが、死んでしまう。
- アトモクス - 降霊術師。カラスパに恩があり、クセクサノスの秘術が記された書物を渡す。カラスパの禁術で理が狂ったことで、召喚魔の制御を失い殺される。
- ヘルペノル - アフォーゴモンの大神官。

### 用語
- 「秘薬スーヴァラ」 - 真珠色の顆粒を含む灰色の粉末。服用すると、前世の記憶を取り戻すことができるという。
- アフォーゴモン - 全能の時間の神。異端者や不敬者を「炎の鎖」で罰する。
- クセクサノス - アフォーゴモンに対抗する、邪悪な魔神。「隠れた混沌」の異名をもつ。
- 悪霊 - 未来を知る魔物。自由を封じられた状態でアトモクスに召喚され、危害を加えることもできないまま、アトモクスに一度協力する。しかし後に、カラスパの禁術によって時間の理が狂ったことで、拘束をすりぬけてアトモクスを惨殺する。

## 収録
- 『アヴェロワーニュ妖魅浪漫譚』創元推理文庫、大瀧啓裕訳